# 카를 테오도어 페르디난트 그륀
카를 테오도어 페르디난트 그륀(독일어: Karl Theodor Ferdinand Grün: 1817년 9월 30일 - 1887년 2월 17일)은 19세기 독일의 언론인, 철학자, 정치이론가였다. 하인리히 하이네, 루트비히 포이어바흐, 피에르조제프 프루동, 카를 마르크스, 미하일 바쿠닌 등 당대의 다른 급진정치운동가들과 교류하였다.
오늘날은 완전히 잊혀져 버린 사람이지만, 그륀은 1848년 혁명 이전 3월 전기의 청년 헤겔학파 민주주의-사회주의 운동가로서 중요한 인물이었다. 젊은 마르크스의 비판대상이 됨으로써 마르크스주의의 정립 과정에도 기여했으며, 프루동에게 철학적 영향을 미쳐 프랑스 사회주의 전통의 형성에도 일정부분 영향을 미쳤다.
분류;독일의 철학자